# Eupithecia husseini
Eupithecia husseini är en fjärilsart som beskrevs av Brandt 1938. Eupithecia husseini ingår i släktet Eupithecia och familjen mätare. Inga underarter finns listade i Catalogue of Life.